# Paulo (football)
Pour les articles homonymes, voir Paulo.
Paulo Rodrigues Bulk dit Paulo est un footballeur brésilien né le 10 mai 1960.

## Palmarès
- Championnat du Japon :
  - Champion en 1993, 1994 (Verdy Kawasaki).